# Arnoncourt-sur-Apance
Arnoncourt-sur-Apance est une ancienne commune française du département de la Haute-Marne en région Grand Est. C'est une commune associée de Larivière-Arnoncourt depuis 1973.

## Géographie
Comme son nom l'indique, cette commune est située sur l'Apance.

## Toponymie
Arnoncourt est attesté sous les formes Arnoncort (1199) ; Arnoncourt (1553) ; Arnoncour (XVIIIe siècle).

## Histoire
En 1789, ce village fait partie de la province de Champagne dans le bailliage de Langres et la prévôté de Montigny-le-Roi.
Le 1er septembre 1973, la commune d'Arnoncourt-sur-Apance est rattachée sous le régime de la fusion-association à celle de Larivière-sur-Apance qui devient Larivière-Arnoncourt.

## Politique et administration
| Période                                  | Période | Identité         | Étiquette | Qualité |
| ---------------------------------------- | ------- | ---------------- | --------- | ------- |
|                                          |         | Laurent BERTRAND |           |         |
| Les données manquantes sont à compléter. |         |                  |           |         |

## Démographie
| 1911 | 1921 | 1926 | 1931 | 1936 | 1946 | 1954 | 1962 | 1968 |
| ---- | ---- | ---- | ---- | ---- | ---- | ---- | ---- | ---- |
| 136  | 117  | 94   | 81   | 122  | 77   | 64   | 60   | 52   |

## Lieux et monuments
- Église Saint-Symphorien